# اکرم الکعبی
اکرم الکعبی (۱۹۷۷) دبیرکل جنبش نجباء عراق وابسته به نیروهای حشد الشعبی است.

## زندگی

اکرم الکعبی گفته‌ بود پس از شکست داعش در موصل، نیروهایش عراق را به مقصد سوریه ترک می‌کنند.

وی در سال ۱۹۷۷ متولد شد و نزد محمد صادق صدر در حوزه نجف تحصیل کرد و امام‌جماعت شهر مسیب در جنوب بغداد بود. اکرم کعبی قبل از آنکه درگیر مقاومت در پی حمله آمریکا شود، در دوران صدام حسین در زندان بود. پس از آزادی به جیش المهدی، نیروی تحت نظر مقتدی صدر، پیوست و طی مدت کوتاهی در این سازمان به فرماندهی رسید.  وی در جنگ دوم نجف در سال ۲۰۰۴ پست فرماندهی جیش المهدی را داشت، سپس دوره‌های علوم نظامی و مدیریت استراتژیک را پیش از شرکت در شکل‌گیری عصائب اهل الحق گذراند، گروهی که در زمان دستگیری قیس خزعلی دبیرکل آن شد. الکعبی برای ادامه تحصیلات دینی خود، به دور از اقدام مستقیم نظامی، بازگشت تا اینکه در آغاز حوادث سوریه در سال ۲۰۱۱، زمانی که در صفوف مبارزان در جنبش نوپای خود، جنبش نجبا، در حلب و سایر مناطق حضور پیدا کرد.

## دیدگاه‌ها
اکرم کعبی برخلاف بیشتر گروه‌های شیعه در عراق که راهنمایی‌های سیاسی و مذهبی خود را از سید علی سیستانی دریافت می‌کنند، بارها اعلام کرده‌است که از سید علی خامنه‌ای تقلید می‌کند. وی گفته است اگر رهبر ایران دستور دهد، دولت مستقر در عراق را برکنار می‌کند.

## همچنین نگاه کنید به
- قیس خزعلی